# John Guleserian
John Guleserian (* 7. April 1976 in Chicago, Illinois) ist ein US-amerikanischer Kameramann.

## Leben
John Guleserian studierte am Columbia College Chicago und dann bis 2005 am AFI Conservatory. Während seines Studiums fotografierte er erste Kurzfilme. Am American Film Institut lernte er Regisseur Drake Doremus kennen, für den er später die Filme Spooner, Like Crazy, Breathe In – Eine unmögliche Liebe, Equals – Euch gehört die Zukunft und Zoe fotografierte.
Für Regisseur Richard Curtis filmte Guleserian 2013 die Zeitreisekomödie Alles eine Frage der Zeit. Später filmte Guleserian auch zahlreiche Episoden von Fernsehserien wie Transparent, Casual, Friends from College und Homemade.
Seit dem Jahr 2010 ist er mit der Szenenbildnerin Theresa Guleserian verheiratet.

## Filmografie
- 2003: The King, the Lawyers, and the Cheese (Dokumentarfilm)
- 2006: Name of the Game (Kurzfilm)
- 2006: The Shirt (Kurzfilm)
- 2006: Orastories (Fernsehfilm)
- 2007–2009: Tim and Eric Awesome Show, Great Job! (Fernsehserie, 29 Episoden)
- 2008: Whirlybird (Kurzfilm)
- 2008: Plain and Simple (Kurzfilm)
- 2008: Buddy 'n' Andy (Kurzfilm)
- 2009: Spooner
- 2009: Zombieworld (ZMD: Zombies of Mass Destruction)
- 2009: I <3 Vampires (Fernsehserie, 6 Episoden)
- 2011: Like Crazy
- 2012: Here (Kurzfilm)
- 2012: I Have No Hold on You (Kurzfilm)
- 2013: Breathe In – Eine unmögliche Liebe (Breathe In)
- 2013: Alles eine Frage der Zeit (About Time)
- 2014: Song One
- 2014: Kiss Me
- 2014: Parts Per Billion
- 2014: Before We Go
- 2015: The Overnight: Einladung mit gewissen Vorzügen (The Overnight)
- 2015: Equals – Euch gehört die Zukunft (Equals)
- 2015: Transparent (Fernsehserie, 2 Episoden)
- 2015–2016: Casual (Fernsehserie, 23 Episoden)
- 2017: Come Swim (Kurzfilm)
- 2017–2019: Friends from College (Fernsehserie, 16 Episoden)
- 2018: Love, Simon
- 2018: Zoe
- 2018: Trial by Fire
- 2019: Wyrm
- 2020: Homemade (Fernsehserie, 1 Episode)
- 2020: An American Pickle
- 2020: Happiest Season
- 2021: Candyman
- 2021: Einer wie keiner (He’s All That)
- 2023: Cocaine Bear
- 2023: Platonic (Fernsehserie)
- 2025: Ihr seid herzlich eingeladen (You’re Cordially Invited)